# Tim Meadows

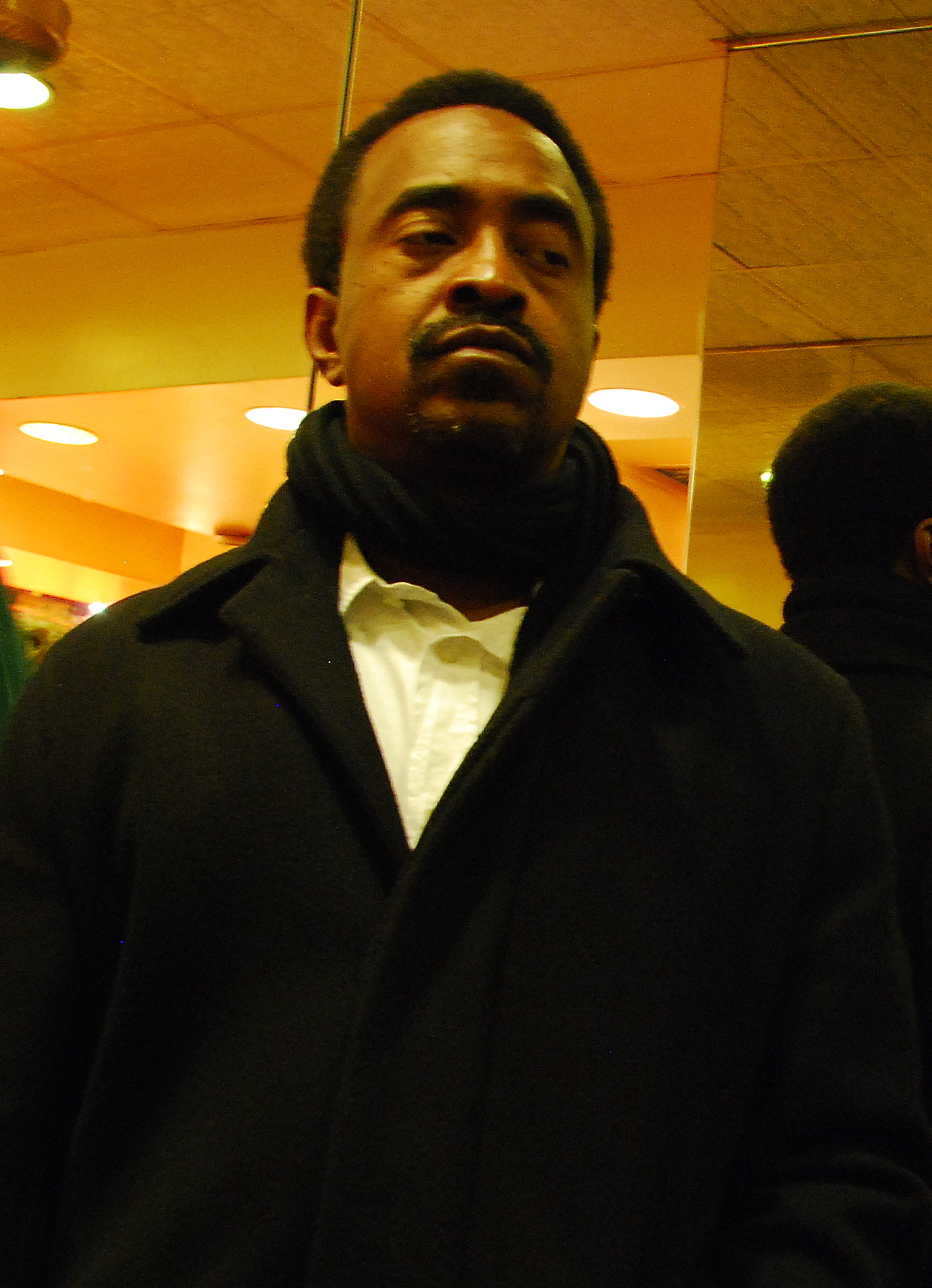
Tim Meadows

Timothy Meadows (Highland Park (Michigan), 5 februari 1961) is een Amerikaanse acteur en komiek die in 1991 begon en doorbrak bij de comedy-show Saturday Night Live. 

## Biografie
Tim Meadows werd geboren op 5 februari 1961 in Highland Park, Michigan, VS.
Hij begon in de 'show business' toen hij mee deed in een stedelijke komedie groep naast Chris Farley.
In 1991 werd hij lid van de cast van de comedy-show Saturday Night Live. Hij brak in 2000 een record van het langste lid van 'The Saturday Night Live Show' cast, tot deze in 2005 werd verbroken door Darrell Hammond.
In 1993 kreeg hij een rol in de film Coneheads hiermee begon hij ook als acteur.

## Filmografie
- Coneheads (1993) als Athletic Cone
- Wayne's World 2 (1993) als Sammy Davis Jr.
- It's Pat als een KVIB-FM Station Manager
- Olive, the Other Reindeer als de stem van Richard Stands
- The Ladies Man (2000) als Leon Phelps
- Three Days als Lionel
- The Even Stevens Movie als Miles McDermott
- Wasabi Tuna als Dave
- Nobody Knows Anything! als Cashier
- Mean Girls (2004) als Mr. Duvall
- The Cookout als Leroy
- The Benchwarmers (2006) als Wayne
- Shredderman Rules (2007) als Mr. Green
- Walk Hard: The Dewey Cox Story als Sam
- Semi-Pro (2008) als Cornelius Banks
- Aliens in the Attic (2009) als Doug Armstrong (voorheen genaamd They Came from Upstairs)
- Mean Girls 2 (2011) als Mr. Duvall

Verwacht:
- Breast Picture (rol niet bekend)

## Tv shows
- Strangers with Candy als Percy Kittens (1 aflevering)
- Saturday Night Live als zichzelf (189 afleveringen)
- The Michael Richards Show als Kevin Blakeley (7 afleveringen)
- TV Funhouse als Stedman (1 aflevering)
- Leap of Faith als Lucas (6 afleveringen)
- One on One als Leroy Ballard (1 aflevering)
- Living with Fran als Greg Peters (3 afleveringen)
- The Office als Christian (1 aflevering)
- Everybody Hates Chris als een soul train leraar, een vorm van yoga (1 aflevering)
- Lovespring International als Joe Reynolds (1 aflevering)
- The Colbert Report als P.K. Winsome (2 afleveringen)
- Help Me Help You als Petey (3 afleveringen)
- According to Jim als Dennis (1 aflevering)
- Curb Your Enthusiasm als Hal (1 aflevering)
- The Bill Engvall Show als Paul DuFrayne (10 afleveringen)
- Carpet Bros als Skip Spence Raylon (6 afleveringen)
- The Mandalorian als Colonel Tuttle (1 aflevering)

- Bibliothèque nationale de France: cb14120590g (data)
- Gemeinsame Normdatei: 137679491
- International Standard Name Identifier: 0000 0001 2352 9802
- Library of Congress Control Number: no2005005506
- MusicBrainz: 4f67763e-3188-43c1-83a7-3fe49961b955
- Nationale Bibliotheek van Israël: 987007347350005171
- Virtual International Authority File: 79176046
- WorldCat: E39PBJt8pgMQ3wCYM7qj9pjBfq